# Zwei Hochzeiten und ein Liebesfall
Zwei Hochzeiten und ein Liebesfall ist eine romantische Filmkomödie von Stephen Burke aus dem Jahr 2009. Ab dem 16. September 2010 war der Film in den deutschen Kinos zu sehen.

## Handlung
Die energische Maura und der unsichere Freddie heiraten – allerdings nicht einander. Maura schließt den Bund der Ehe mit dem Afrikaner Wilson, der so eine Abschiebung verhindern will. Für diesen Dienst verspricht Wilson ihr 9.000 Euro, mit denen die Chaotin eine Räumungsklage abwenden will. Bei der zweiten Hochzeit zwischen Freddie und seiner Exfrau Sophie handelt es sich, im Gegensatz zu Mauras Hochzeit, nicht um einen Deal. Beide Paare geben sich in unterschiedlichen Kirchen das Jawort, müssen die anschließenden Hochzeitsfeiern aber aufgrund einer Fehlbuchung im selben Hotel austragen. Irrtümer und Missverständnisse sind dadurch vorprogrammiert.
Während die betrunkene Sophie mit drei rabiaten Lesben durchbrennt, wird Wilson von übereifrigen Beamten der Einwanderungsbehörde observiert, die an seiner Liebesheirat zweifeln. Maura versucht zu vermitteln, doch dadurch wird alles noch schlimmer: Sie ist die Kraft, die nur das Gute will und stets das Chaos schafft.